# Olena Petrova
Olena Joeriyivna Petrova (Oekraïens: Олена Юріївна Петрова), ook bekend als Elena Petrova, (Moskou, 24 september 1972) is een voormalig biatlete uitkomend voor Oekraïne. Ze vertegenwoordigde Oekraïne op de Olympische Winterspelen 1994 in Lillehammer, de Olympische Winterspelen 1998 in Nagano, de Olympische Winterspelen 2002 in Salt Lake City en de Olympische Winterspelen 2006 in Turijn. Tegenwoordig is ze de coach van het Oekraïens jeugdteam.

## Resultaten

### Olympische Winterspelen
| Jaar | Plaats         | Resultaten                                                     |
| ---- | -------------- | -------------------------------------------------------------- |
| 1994 | Lillehammer    | DNF 15 km individueel 5e 4x7,5 km estafette                    |
| 1998 | Nagano         | 11e 7,5 km sprint · 15 km individueel · 5e 4x7,5 km estafette  |
| 2002 | Salt Lake City | 48e 7,5 km sprint 24e 15 km individueel 10e 4x7,5 km estafette |
| 2006 | Turijn         | 44e 7,5 km sprint 29e 15 km individueel 11e 4x6 km estafette   |

### Wereldkampioenschappen
| Jaar | Plaats           | Resultaten |
| ---- | ---------------- | --- |
| 1993 | Borovets         | 6e 4x7,5 km estafette                                                                                            |
| 1995 | Antholz          | 21e 7,5 km sprint 36e 15 km individueel 5e 4x7,5 km estafette                                                    |
| 1996 | Ruhpolding       | 13e 7,5 km sprint · 15 km individueel · 4x7,5 km estafette · Ploegproef (team)                                   |
| 1997 | Brezno-Osrblie   | 10e 15 km individueel · 5e 4x7,5 km estafette · Ploegproef (team)                                                |
| 1998 | Pokljuka         | 9e 10 km achtervolging                                                                                           |
| 1999 | Kontiolahti      | 10e 7,5 km sprint 6e 10 km achtervolging 5e 4x7,5 km estafette                                                   |
| 1999 | Oslo             | 4e 15 km individueel · 12,5 km massastart                                                                        |
| 2000 | Oslo             | 20e 7,5 km sprint · 20e 10 km achtervolging · 12e 12,5 km massastart · 7e 15 km individueel · 4x7,5 km estafette |
| 2001 | Pokljuka         | 28e 7,5 km sprint · DNS 10 km achtervolging · 4e 15 km individueel · 4x7,5 km estafette                          |
| 2003 | Chanty-Mansiejsk | 7,5 km sprint · 6e 10 km achtervolging · 20e 12,5 km massastart · 17e 15 km individueel · 4x6 km estafette       |
| 2004 | Oberhof          | DNS 7,5 km sprint · DNF 12,5 km massastart · 15 km individueel · 7e 4x6 km estafette                             |
| 2006 | Pokljuka         | 9e Gemengde estafette                                                                                            |
| 2007 | Antholz          | 17e 7,5 km sprint 14e 10 km achtervolging 13e 12,5 km massastart 10e 4x6 km estafette                            |

### Wereldbeker
Eindklasseringen
| Seizoen   | Algemeen | Individueel | Sprint | Achtervolging | Massastart |
| --------- | -------- | ----------- | ------ | ------------- | ---------- |
| 1992/1993 | 51e      |             |        |               |            |
| 1993/1994 | 32e      |             |        |               |            |
| 1994/1995 | 15e      |             |        |               |            |
| 1995/1996 | 15e      |             |        |               |            |
| 1996/1997 | 45e      |             |        |               |            |
| 1997/1998 | 15e      |             |        |               |            |
| 1998/1999 | 7e       |             |        |               |            |
| 1999/2000 | 9e       |             |        |               |            |
| 2000/2001 | 22e      |             |        |               |            |
| 2001/2002 | 51e      |             |        |               |            |
| 2002/2003 | 33e      |             |        |               |            |
| 2003/2004 | 38e      |             |        |               |            |
| 2004/2005 | 64e      |             |        |               |            |
| 2005/2006 | 54e      |             |        |               |            |
| 2006/2007 | 48e      |             |        |               |            |

Wereldbekerzeges
| Nr. | Datum           | Plaats     | Onderdeel          |
| --- | --------------- | ---------- | ------------------ |
| 1.  | 11 januari 1999 | Ruhpolding | 12,5 km massastart |